# Revisione contabile
La revisione contabile è l'attività svolta dai revisori legali che, attraverso l'applicazione di procedure campionarie, consente loro di verificare la veridicità e la correttezza delle poste di un bilancio d'esercizio o di un bilancio consolidato.
Tipicamente, la revisione contabile è finalizzata al giudizio da parte dei revisori contabili, di detto bilancio d'esercizio o bilancio consolidato.

## Introduzione
La revisione della contabilità nasce in primo luogo dall'esigenza dei soci o azionisti di far verificare da un'entità indipendente se quanto riportato nel bilancio corrisponde alla realtà dei fatti. Quasi sempre gli azionisti di una società non hanno il diritto di verificarne personalmente la contabilità, per motivi di ordine pratico e per preservare la riservatezza d'affari della società stessa.
Si è perciò sviluppata una categoria di professionisti che si dedicano al controllo e alla certificazione dei conti.
Di recente le legislazioni dei vari paesi hanno introdotto regole per l'obbligatorietà della revisione dei conti, e hanno regolamentato l'attività di revisione attraverso l'emanazione dei principi di revisione riconosciuti a livello internazionale - recepiti anche dalla legislazione italiana.
La revisione contabile può essere legale o volontaria.

## Asserzioni di bilancio
Per poter affermare che un bilancio rappresenta in modo veritiero e corretto la situazione patrimoniale e finanziaria ed il risultato economico della società, i revisori contabili devono verificare le asserzioni relative alle voci di bilancio che risultano essere significative.
Infatti, il bilancio implicitamente contiene alcune asserzioni che riguardano: esistenza o accadimento (le attività ed i ricavi presenti in bilancio esistono e/o sono accadute), completezza (le passività ed i costi presenti in bilancio sono completi e non vi sono omissioni), valutazione o rilevazione (i conti di bilancio sono rappresentati al giusto valore), diritti e obbligazioni (le attività presenti in bilancio rappresentano diritti realmente esistenti e le passività presenti in bilancio rappresentano obbligazioni realmente esistenti), competenza (cut-off) (gli elementi del bilancio sono di competenza dell'esercizio di riferimento), presentazione o informativa (gli elementi del bilancio sono propriamente aggregati, separati o descritti nella nota integrativa).

## Storia, applicabilità e modalità
In Italia, Decreto del Presidente della Repubblica numero 136 del 31 marzo 1975 (“Attuazione della delega di cui all'articolo 2, lettera a, della legge 7 giugno 1974, n. 216 concernente il controllo contabile e la certificazione dei bilanci delle società per azioni quotate in borsa”) impone la revisione contabile per le società quotate in borsa.
Esse devono affidare a una società di revisione iscritta nell'albo speciale tenuto dal Ministero dell'economia e delle finanze (MEF), il controllo della regolare tenuta della contabilità sociale, della corrispondenza del bilancio alle risultanze delle scritture contabili e dell'osservanza delle norme stabilite dal codice civile per la valutazione del patrimonio sociale.
Mentre le società quotate sono obbligate de jure, altre società sono obbligate de facto ad ottenere una relazione di certificazione del bilancio da un revisore indipendente. Tale obbligo può derivare, ad esempio, da relazioni con organi dell'amministrazione pubblica (ad esempio, la società può essere controllata da un Comune, da una Provincia, da una Regione o da un Ministero che ne richiede la certificazione), da relazioni con istituti di credito (ad esempio, la società può aver ottenuto prestiti o mutui da una o più banche che ne richiedono la certificazione) o semplicemente dallo status della società (esistono società che, sebbene amministrate dagli azionisti e sebbene finanziariamente autonome, realisticamente non possono presentare un bilancio non certificato e si assoggettano quindi a revisione volontaria).

## Relazione della società di revisione
La relazione della società, in assenza di problematiche, è redatta in forma di lettera ai destinatari (che in caso di revisione legale sono i soci), firmata dal revisore responsabile (partner) ed articolata in tre paragrafi. Il primo paragrafo identifica il bilancio assoggettato alla società a revisione contabile (principalmente indicando il nome della società e l'esercizio di riferimento) ed assegna le rispettive responsabilità degli amministratori della società (predisposizione del bilancio) e del revisore (giudizio professionale sul bilancio); il secondo paragrafo identifica i principi di revisione di riferimento (principalmente indicando il soggetto emanante), illustra sommariamente le procedure svolte (introducendo il concetto di campionamento) e collega tale lavoro svolto al giudizio professionale; il terzo paragrafo esprime il giudizio del revisore sulla conformità del bilancio rispetto ai principi contabili di riferimento e si esprime sulla chiarezza della redazione nonché sulla veridicità e correttezza della rappresentazione della situazione patrimoniale e finanziaria e del risultato economico della società.
Ulteriori paragrafi possono essere aggiunti, ad esempio, per richiami d'informativa (nella forma di “Come indicato nella nota a commento della voce xx,” eccetera) per richiami dovuti a carenza d'informativa (nella forma di “Per una maggiore comprensione del bilancio, si richiama il fatto che, durante l'esercizio in corso, la società” eccetera) o per errori materiali nel bilancio (nella forma di “Nella redazione del bilancio, la società non ha xx” tipicamente seguito da “Se la società avesse xx, il risultato d'esercizio sarebbe risultato inferiore per Euro yy ed il patrimonio netto finale sarebbe risultato inferiore per Euro zz.”)
La differenza tra il sistema giuridico italiano (codificato) e quello anglo-sassone o americano (“common law”) risulta anche nella forma della relazione delle società di revisione. Mentre nel sistema codificato le società di revisione certificano il fatto che il bilancio dà una rappresentazione veritiera e corretta, nel sistema della “common law” queste rendono opinione del fatto che il bilancio è privo di errori materiali.
Altre relazioni emesse dalle società di revisione, a seguito di incarichi diversi da quello per la certificazione del bilancio, comprendono: la revisione limitata o, comunemente, “limited review” (nulla è emerso che ci abbia fatto pensare che ci fossero degli errori), le procedure concordate o, comunemente, “agreed-upon-procedures” (sulla base di quello che il committente ci ha chiesto e che solo il committente sa essere appropriato ed esaustivo per i propri fini, queste sono le risultanze) e la compilazione (abbiamo redatto questo bilancio per la società sulla base delle risultanze dei loro conti che non abbiamo verificato).
Si noti che il titolo Relazione di Certificazione è stato rimosso da tempo per non incorrere nell'errore di considerare il giudizio dei revisori come garanzia dello stato di salute dell'impresa esaminata. Il servizio di revisione contabile permette al revisore di ottenere un ragionevole convincimento sul fatto che il bilancio d'esercizio non sia fonte di errate informazioni che porterebbero una persona di normale intelligenza a prendere decisioni sull'azienda sulla base dei dati accolti.

## Fasi principali
Lo svolgimento di una revisione contabile si articola in tre fasi principali che, con un susseguirsi di passi logici, consentono al revisore di formarsi un giudizio professionale sul bilancio assoggettato a revisione. Queste tre fasi sono: la pianificazione, lo svolgimento di test sui controlli e lo svolgimento di test sostanziali mirati. Sono descritte di seguito.
Da un punto di vista temporale, tipicamente, la revisione contabile si articola in due interventi. Il primo intervento, comunemente chiamato “preliminary,” viene svolto prima della chiusura del bilancio (ad esempio, per una società che chiude il bilancio al 31 dicembre, il “preliminary” è tipicamente svolto tra settembre e dicembre); il secondo intervento, comunemente chiamato “final,” viene tipicamente svolto tra la chiusura e la presentazione del bilancio (ad esempio, per una società che chiude il bilancio al 31 dicembre e che ha l'obbligo di presentazione entro 90 giorni dalla chiusura, il "final" viene tipicamente svolto tra gennaio e marzo).

### Pianificazione
La fase di pianificazione è tipicamente svolta durante il “preliminary”.
Innanzitutto, bisogna effettuare una determinazione del rischio d'incarico. Durante quest'attività, il revisore valuta il rischio legato alla eventuale certificazione del bilancio sulla base di elementi qualitativi e quantitativi. Il risultato di quest'attività è la decisione di accettare l'incarico di revisione da un cliente nuovo (ovvero di accettare di rinnovare l'incarico di revisione da un cliente già certificato nell'esercizio precedente) o meno.
Successivamente, bisogna ottenere una comprensione dettagliata dell'attività del cliente. Durante quest'attività, il revisore identifica eventuali rischi legati all'attività del cliente (ad esempio, il fatto di operare in un mercato soggetto ad elevati livelli di concorrenza o soggetto a leggi o regolamenti particolarmente complessi) e pianifica le attività di revisione successive che variano a seconda dell'attività del cliente.
Quindi, bisogna ottenere una comprensione dettagliata del sistema contabile del cliente. Durante quest'attività, il revisore entra nel merito di tutte le attività svolte dalla società e finalizzate alla redazione del bilancio. Tipicamente, ci si concentra sulle voci di partite economiche (costi e ricavi) per comprendere il funzionamento dei processi aziendali che portano alla formazione dei valori di bilancio. Ad esempio, in materia di ciclo passivo (acquisti), il revisore appura il fatto che (per sommi capi) la società emette gli ordini, riceve le merci, riceve le fatture, registra i costi (questo è il momento in cui si forma la voce di bilancio “costi per acquisti”), abbina le fatture agli ordini ed alle bolle di accompagnamento della merce (questo è il principale controllo operato dalla società in questo ciclo) e paga le fatture (questo è il momento in cui si forma la voce di bilancio “debiti verso fornitori”). Così per tutti i cicli ritenuti rilevanti e significativi dal revisore (e non limitatamente alle voci di partite economiche: pensiamo, ad esempio, al ciclo investimenti o al ciclo finanziario). Il risultato di quest'attività è l'identificazione dei rischi legati alle voci di bilancio analizzate (ad esempio, il fatto che la società possa pagare fatture relative a merci non ricevute) nonché dei controlli operati dalla società per mitigare tali rischi (ad esempio, il fatto che la società abbina le fatture agli ordini ed alle bolle di ricevimento merce prima di pagare le fatture) relativamente ad una o più asserzioni di bilancio (ad esempio, l'esistenza e la completezza dei costi per acquisti nonché la completezza ed i diritti e obbligazioni dei debiti verso fornitori).
Infine, bisogna effettuare un'analisi di bilancio. Durante quest'attività, il revisore comprende la gestione economica, finanziaria e patrimoniale della società o ditta individuale tramite lo studio del bilancio d'esercizio e dei dati o degli indici da questo ricavabili. Il risultato di quest'attività è l'identificazione dei rischi legati alla gestione economica, finanziaria e patrimoniale della società (ad esempio, un incremento nei giorni di dilazione media concessi ai clienti potrebbe indicare un deterioramento dei crediti commerciali presentati in bilancio).
Una volta completate le attività illustrate sopra, avendo identificato tutti i rischi rilevanti, il revisore è in grado di calcolare la materialità (di decidere, tramite appropriata considerazione di fattori quantitativi e qualitativi qual è la soglia entro la quale un errore può considerarsi immateriale ed oltre la quale deve necessariamente essere corretto o portato all'attenzione degli azionisti tramite apposito paragrafo nella relazione di certificazione) e formalizzare la pianificazione, decidendo quindi quali procedure di revisione verranno applicate al bilancio della società per mitigare i rischi identificati, per svolgere le necessarie verifiche relative alle aree ove non sono stati identificati rischi e, conseguentemente, per essere in grado di formarsi un giudizio professionale sul bilancio assoggettato a revisione.

### Svolgimento di test sui controlli
I test sui controlli svolti dal revisore sono legati alla sua comprensione del sistema contabile della società. Ovvero, vengono svolti nell'ambito dei cicli ritenuti rilevanti e significativi dal revisore ai fini della formazione dei saldi di bilancio (ad esempio, il ciclo passivo). I controlli testati sono quelli che mitigano i rischi identificati durante la fase di pianificazione nonché i rischi impliciti inerenti alle varie voci di bilancio (ad esempio, l'abbinamento di ordine, bolla e fattura prima del pagamento).
Nell'esempio, il revisore selezionerebbe un campione ritenuto rappresentativo della popolazione (acquisti effettuati nell'anno) e, per gli elementi selezionati, verificherebbe che la società abbia effettivamente abbinato ordine, bolla e fattura prima del pagamento. Verificato questo, si può dire che il risultato del test sui controlli degli acquisti sia che il rischio di pagamento di fatture relative a merci non ricevute può considerarsi eliminato.
Il completamento senza eccezioni di test sui controlli consente al revisore di effettuare minor lavoro sulle aree del bilancio testate (nell'esempio, i costi per acquisti) relativamente alle asserzioni ed ai rischi mitigati dai controlli testati (nell'esempio, il pagamento di fatture relative a merci non ricevute che impatta le asserzioni di esistenza e completezza dei costi per acquisti nonché completezza e diritti e obbligazioni dei debiti verso fornitori).

### Svolgimento di test sostanziali mirati
I test sostanziali mirati, pur in misura ridotta a seguito del completamento senza eccezioni dei test sui controlli, vengono sempre svolti dal revisore. Tali test, unitamente ai test sui controlli, consentono al revisore di formare un giudizio professionale sul bilancio assoggettato a revisione investigando il supporto alle asserzioni fatte relativamente alle sue singole parti.
Alcuni test sostanziali mirati costituiscono procedure obbligatorie.

## Test sostanziali mirati per ogni ciclo o conto di bilancio
Mentre è difficile descrivere i tipici test sui controlli, dato che questi dipendono dai cicli ritenuti rilevanti e significativi dal revisore nonché dai controlli effettivamente operati dalla società (in ogni caso, un esempio trattato nel testo è quello del test sull'abbinamento di ordine bolla e fattura), in presenza di uno schema di bilancio e di una lista di asserzioni fatte relativamente ad ogni singolo conto, è possibile elencare i tipici test sostanziali mirati effettuati dal revisore, procedendo per conto di bilancio.

### Disponibilità liquide
Questi conti accolgono principalmente le disponibilità liquide che la società ha presso banche o altri istituti di credito (conti correnti bancari o fidi) o presso di sé (denaro liquido in cassa) nonché assegni o titoli che la società intende liquidare sul breve periodo (meno di un esercizio).
In quest'area, i principali test sostanziali mirati comprendono: circolarizzazione degli istituti di credito (il revisore richiede agli amministratori di predisporre una lettera a tutte le banche della società con la richiesta di informazioni dirette circa e saldi a credito e debito da e verso la banca, eventuali mutui, operazioni fuori bilancio, contratti derivati, garanzie prestate o ricevute, titoli in deposito, poteri di firma eccetera che verrà direttamente recapitata ai revisori - non è il revisore che invia le lettere), verifica delle riconciliazioni bancarie (il revisore verifica la corretta riconciliazione dei saldi contabili con i saldi riportati dalla banca nonché il corretto acclaramento di eventuali elementi emersi in sede di riconciliazione) e conta di cassa (ove materiale o comunque consistente, il revisore effettua una conta di cassa legata ai trimestri in cui effettua la revisione legale dei conti, per verificare la giacenza di contante presso la società).

### Titoli e partecipazioni
I conti accolgono principalmente i titoli che la società detiene e che intende liquidare nel medio-lungo periodo (oltre un esercizio), le partecipazioni in altre imprese ove la società non esercita il controlli (partecipazioni non consolidate) ed i crediti che verranno incassati nel medio-lungo periodo (oltre un esercizio).
In quest'area, i principali test sostanziali mirati comprendono: circolarizzazione degli istituti di credito (il revisore non scrive una lettera a tutte le banche per ottenere informazioni dirette, tra l'altro, circa depositi in deposito presso le banche con relativa valutazione di mercato - la lettera è predisposta dagli amministratori su richiesta dei revisori ai quali sarà recapitata la documentazione), lettura dei libri sociali (il revisore legge i libri del consigli di amministrazione e dell'assemblea degli azionisti della società per ottenere informazioni circa la strategicità degli investimenti nonché circa eventuali problematiche che possono essere emerse nelle società partecipate), verifica dei bilanci delle società partecipate (il revisore, a seconda del peso della singola partecipazione relativamente alla materialità calcolata, effettua procedure più o meno esaustive sui bilanci delle società partecipate per verificarne la consistenza patrimoniale avallando così la tenuta del valore della partecipazione iscritta nel bilancio assoggettato a revisione) e verifica dei crediti a medio-lungo (il revisore verifica l'esistenza e la ricuperabilità dei crediti a medio-lungo ottenendo il materiale a supporto ritenuto più opportuno). Per un bilancio assoggettato a revisione per la prima volta, il revisore opera verifiche simili anche sui saldi iniziali.

### Crediti commerciali e fondo svalutazione crediti
Questi conti accolgono principalmente i crediti commerciali verso i clienti della società ed il relativo fondo svalutazione necessario per ridurre i crediti al loro valore di presunto realizzo (al valore che la società ritiene incassabile).
In quest'area, i principali test sostanziali mirati comprendono: circolarizzazione dei clienti (gli amministratori scrivono una lettera per conto del revisore ai principali clienti per far sì che egli ottenga le informazioni dirette circa il saldo a credito vantato dalla società e, indirettamente, circa la sua recuperabilità), circolarizzazione dei legali (il revisore scrive una lettera a tutti i legali delle società che si occupano di recupero crediti per ottenere informazioni dirette circa l'entità e la recuperabilità di posizioni a rischio) ed analisi del calcolo del fondo svalutazione crediti (il revisore verifica la ragionevolezza degli assunti sottesi al calcolo del fondo svalutazione crediti operato dalla società per verificare, indirettamente, la completezza della copertura di posizioni a rischio).

### Rimanenze di magazzino
Questi conti accolgono principalmente le giacenze di merci in magazzino destinate alla vendita (quali materie prime, semilavorati e prodotti finiti nonché lavori in corso su ordinazione) o all'utilizzo presso la società (quali ricambi) nonché i relativi fondi necessari per ridurre il magazzino al minore tra il costo ed il valore di mercato.
In quest'area, i principali test sostanziali mirati comprendono: osservazione dell'inventario di magazzino (il revisore presenzia alle conte di magazzino effettuate dalla società per verificare l'esistenza delle quantità di merce iscritte in bilancio), valorizzazione degli acquisti (il revisore, stante l'assunto di flusso dei costi operato dalla società, verifica la valorizzazione delle quantità presenti a magazzino sulla base di un campione di fatture di acquisto merce ritenuto rappresentativo), verifica dell'obsolescenza (il revisore ottiene i dati relativi alle rotazioni delle merci in magazzino ed opera opportuna svalutazione sui codici con rotazioni talmente basse da poter essere considerati obsoleti), valutazione al mercato (il revisore ottiene valutazione indipendente del prezzo di vendita di un campione rappresentativo delle merci in magazzino e, qualora fosse inferiore al valore di carico iscritto in bilancio, opera opportuna svalutazione).

### Crediti diversi / Ratei e risconti attivi
Questi conti accolgono principalmente i crediti non commerciali della società o ditta individuale nonché poste dell'attivo derivanti da elementi la cui manifestazione economica e finanziaria avviene a cavallo di due o più esercizi.
In quest'area, i principali test sostanziali mirati comprendono: verifiche residuali (sulla base della composizione della voce crediti diversi, il revisore ottiene il materiale di supporto ritenuto opportuno) e ricalcolo (il revisore ricalcola i ratei e risconti attivi significativi sulla base della contrattualistica sottostante).

### Immobilizzazioni materiali, immateriali e fondi ammortamento
Questi conti accolgono principalmente le attività materiali (terreni, fabbricati, impianti, macchinari, attrezzature eccetera) ed immateriali (costi di impianto, avviamento eccetera) strumentali per la società o ditta individuale che hanno utilità pluriennale ed i relativi fondi di ammortamento.
In quest'area, i principali test sostanziali mirati comprendono: verifica degli acquisti (il revisore verifica la capitalizzabilità e la classificazione degli acquisti effettuati nel periodo), verifica delle dismissioni (il revisore verifica il corretto storno delle dismissioni effettuate ed il corretto calcolo della plus o minusvalenza) e verifica degli ammortamenti (il revisore verifica il corretto calcolo degli ammortamenti del periodo). Per un bilancio assoggettato a revisione per la prima volta, il revisore opera verifiche simili anche sui saldi iniziali.

### Crediti e debiti verso imprese del gruppo
Questi conti accolgono principalmente le posizioni a credito e a debito da e verso altre società appartenenti allo stesso gruppo per operazioni commerciali e non.
In quest'area, i principali test sostanziali mirati comprendono: verifica delle conferme saldi da parte delle società del gruppo (il revisore verifica che la società abbia richiesto alla controparte ed ottenuto conferma in relazione ad un determinato saldo a credito o a debito, approfondendo l'eventuale scambio di informazioni necessario alla riconciliazione degli importi).

### Debiti verso fornitori
Questi conti accolgono principalmente i debiti commerciali verso i fornitori della società presentati al valore facciale o nominale.
In quest'area, i principali test sostanziali mirati comprendono: circolarizzazione dei fornitori (il revisore scrive una lettera ai principali fornitori per ottenere informazioni dirette circa il saldo a debito dovuto dalla società), verifica dei pagamenti successivi (per un campione di pagamenti occorsi dopo la chiusura del bilancio ritenuto rappresentativo, il revisore appura la necessità o meno di uno stanziamento in bilancio).

### Debiti diversi / Ratei e risconti passivi
Questi conti accolgono principalmente i debiti non commerciali della società nonché poste del passivo derivanti da elementi la cui manifestazione economica e finanziaria avviene a cavallo di due o più esercizi.
In quest'area, i principali test sostanziali mirati comprendono: verifiche residuali (sulla base della composizione della voce debiti diversi, il revisore ottiene il materiale di supporto ritenuto opportuno) e ricalcolo (il revisore ricalcola i ratei e risconti passivi significativi sulla base della contrattualistica sottostante).

### Debiti a medio-lungo termine e prestiti obbligazionari
Questi conti accolgono principalmente i debiti a lungo termine quali mutui o finanziamenti che la società ha tipicamente verso istituti di credito o verso il pubblico (nel caso di obbligazioni quotate).
In quest'area, i principali test sostanziali mirati comprendono: circolarizzazione degli istituti di credito (il revisore scrive una lettera a tutte le banche per ottenere informazioni dirette, tra l'altro, circa mutui o altri finanziamenti da esse concessi alla società con relativi saldi dovuti, interessi e, in generale, tutte le condizioni commerciali ritenute rilevanti e significative) e verifica dei piani di ammortamento finanziario (il revisore verifica i piani di ammortamento finanziario relativi ai debiti a medio-lungo termine per collegare il saldo finale e gli oneri finanziari alla contrattualistica sottostante). Per un bilancio assoggettato a revisione per la prima volta, il revisore opera verifiche simili anche sui saldi iniziali.

### Imposte sul reddito ed imposte differite
Questi conti accolgono principalmente i debiti per imposte sul reddito al netto degli acconti versati nonché l'effetto fiscale relativo ad utili differiti che diverranno imponibili in futuri esercizi ovvero l'effetto fiscale di costi sostenuti che diverranno detraibili in futuri esercizi.
In quest'area, i principali test sostanziali mirati comprendono: circolarizzazione dei consulenti fiscali (il revisore scrive una lettera a tutti i consulenti fiscali per ottenere informazioni dirette circa svariati aspetti relativi alla posizione fiscale della società o ditta individuale) verifica del calcolo delle imposte (il revisore, se del caso avvalendosi di specialisti, verifica il calcolo delle imposte predisposto dalla società confrontandone gli assunti e le modalità con le leggi ed i regolamenti vigenti) e verifica del differimento fiscale (il revisore verifica gli assunti del differimento fiscale confrontandoli con le leggi ed i regolamenti vigenti nonché con documentazione eventualmente prodotta dalla società quali proiezioni d'imponibilità futura).

### Fondi per rischi ed oneri
Sono valori finanziari presunti inseriti a fine anno nel sistema dei valori aziendali in previsione di alcuni costi o di alcune perdite che si manifesteranno o che potrebbero manifestarsi in futuro, ma che sono di competenza dell'esercizio in chiusura, perché connessi a operazioni in corso alla fine dello stesso.

### Trattamento di fine rapporto
Questi conti accolgono principalmente il debito verso i dipendenti della società per il trattamento di fine rapporto (la liquidazione) che verrà corrisposto al momento delle dimissioni o del licenziamento.
In quest'area, i principali test sostanziali mirati comprendono: verifica dello stanziamento (il revisore opera un ricalcolo dello stanziamento per TFR contabilizzato dalla società) e verifica degli utilizzi (il revisore verifica gli utilizzi del fondo avvenuti nel periodo per anticipi dati a dipendenti o per dimissioni o licenziamenti contro verbali di quietanza firmati dai dipendenti). Per un bilancio assoggettato a revisione per la prima volta, il revisore opera verifiche simili anche sui saldi iniziali.

### Patrimonio netto
Questi conti accolgono principalmente il patrimonio della società (il saldo delle attività al netto delle passività) comprensivo di capitale, riserve ed utili non distribuiti.
In quest'area, i principali test sostanziali mirati comprendono: lettura dei libri sociali (il revisore legge i libri del consigli di amministrazione e dell'assemblea degli azionisti della società per ottenere informazioni circa le deliberazioni con impatto patrimoniale quali la destinazione del risultato o copertura delle perdite di esercizi precedenti, il pagamento di dividendi, l'aumento di capitale e simili) e verifica dei movimenti (il revisore verifica i movimenti intervenuti nel periodo nei conti patrimoniali, oltre che contro le corrispondenti deliberazioni contenute nei libri sociali se del caso, anche contro evidenza bancaria o di altro tipo che attesti l'esistenza del movimento). Per un bilancio assoggettato a revisione per la prima volta, il revisore opera verifiche simili anche sui saldi iniziali.

### Valore della produzione
Questi conti accolgono principalmente i ricavi derivanti dalle attività caratteristiche della società.
In quest'area, i principali test sostanziali mirati comprendono: test sulle transazioni (il revisore verifica un campione ritenuto significativo di transazioni di ricavo in tutte le fasi ritenute rilevanti e significative quali il ricevimento degli ordini, la fornitura dei servizi o delle merci, la fatturazione e l'incasso) e quadratura alla contrattualistica (il revisore verifica la corrispondenza tra i ricavi contabilizzati ed i contratti con terzi sottesi a tali ricavi).

### Costi della produzione
Questi conti accolgono principalmente i costi derivanti dalle attività caratteristiche della società.
In quest'area, i principali test sostanziali mirati comprendono: test sulle transazioni (il revisore verifica un campione ritenuto significativo di transazioni di costo in tutte le fasi ritenute rilevanti e significative quali l'emissione degli ordini, il ricevimento dei servizi o delle merci, il ricevimento delle fatture ed il pagamento) e quadratura alla contrattualistica (il revisore verifica la corrispondenza tra i costi contabilizzati ed i contratti con terzi sottesi a tali costi).

### Gestione finanziaria
Questi conti accolgono principalmente gli interessi attivi e passivi maturati nel corso dell'esercizio.
In quest'area, i principali test sostanziali mirati comprendono: verifica a materiale di supporto (il revisore verifica tutte le asserzioni relative a questi conti con l'ausilio di materiale a supporto quale estratti conto bancari, contratti di finanziamento, di mutuo, di leasing, contratti derivati, cedole legate ad obbligazioni attive o passive eccetera).

### Gestione straordinaria
Questi conti accolgono principalmente voci di costo o di ricavo che sono inusuali ed infrequenti nonché rettifiche di costi o ricavi stimati in esercizi precedenti la cui previsione di bilancio si sia rivelata sovra o sottostimata.
In quest'area, i principali test sostanziali mirati comprendono: verifica a materiale di supporto (il revisore verifica tutte le asserzioni relative a questi conti con l'ausilio di materiale a supporto come del caso).

## Principali attori
Attualmente, le principali società di revisione, sono le seguenti (c.d. “Big Four”):
- Deloitte & Touche (DT)
- Ernst & Young (EY)
- KPMG
- PricewaterhouseCoopers (PwC)

Queste hanno sedi, uffici o consociati nei principali paesi.

## Pubblicazioni sull'argomento
- Alberto Pesenato Revisore Legale - Manuali - Wolkers Kluwer - VII Edizione - ISBN 978-88-217-5909-3
- Fabrizio Bava, La revisione del bilancio - Manuali - Eutekne - ISBN 9788814216039